# ガズデン郡 (フロリダ州)
ガズデン郡（英: Gadsden County）は、アメリカ合衆国フロリダ州の北、パンハンドル部に位置する郡である。2010年国勢調査での人口は46,389人であり、2000年の45,087人から2.9%増加した。フロリダ州では唯一アフリカ系アメリカ人人口の構成比が過半数を占める郡である。郡庁所在地はクインシー市（人口7,972人）であり、同郡で人口最大の都市でもある。
ガズデン郡はタラハシー大都市圏に属している。

## 歴史
ガズデン郡は1823年に設立された。郡名は、サウスカロライナ州出身で、1818年にはフロリダでアンドリュー・ジャクソンの副官を務めたジェイムズ・ガズデンに因んで名付けられた。

## 地理
アメリカ合衆国国勢調査局に拠れば、郡域全面積は528.49平方マイル (1,368.8 km2)であり、このうち陸地516.13平方マイル (1,336.8 km2)、水域は12.35平方マイル (32.0 km2)で水域率は2.34%である。
ガズデン郡は東部標準時帯にあり、その西側郡境で東部標準時と中部標準時が分かれている。

### 隣接する郡
- ディケーター郡 (ジョージア州) - 北
- セミノール郡 (ジョージア州) - 北
- グレイディ郡 - 北東
- レオン郡 - 東
- リバティ郡 - 南西
- カルフーン郡 - 南西
- ジャクソン郡 - 北西

## 人口動態
フロリダ州では唯一アフリカ系アメリカ人人口の構成比が過半数を占める郡である。
以下は2000年国勢調査による人口統計データである。
| 基礎データ - 人口: 45,087人 - 世帯数: 15,867 世帯 - 家族数: 11,424 家族 - 人口密度: 34人/km2（87人/mi2） - 住居数: 17,703軒 - 住居密度: 13軒/km2（34軒/mi2） 人種別人口構成 - 白人: 38.70% - アフリカン・アメリカン: 57.14% - ネイティブ・アメリカン: 0.23% - アジア人: 0.26% - 太平洋諸島系: 0.02% - その他の人種: 2.76% - 混血: 0.89% - ヒスパニック・ラテン系: 6.17% 年齢別人口構成 - 18歳未満: 26.4% - 18-24歳: 9.5% - 25-44歳: 28.9% - 45-64歳: 23.0% - 65歳以上: 12.2% - 年齢の中央値: 36歳 - 性比（女性100人あたり男性の人口） - 総人口: 90.7 - 18歳以上: 86.5 | 世帯と家族（対世帯数） - 18歳未満の子供がいる: 32.6% - 結婚・同居している夫婦: 44.5% - 未婚・離婚・死別女性が世帯主: 22.5% - 非家族世帯: 28.0% - 単身世帯: 23.9% - 65歳以上の老人1人暮らし: 9.5% - 平均構成人数 - 世帯: 2.69人 - 家族: 3.18人 収入と家計 - 収入の中央値 - 世帯: 31,248米ドル - 家族: 36,238米ドル - 性別 - 男性: 27,159米ドル - 女性: 21,721米ドル - 人口1人あたり収入: 14,499米ドル - 貧困線以下 - 対人口: 19.9% - 対家族数: 16.4% - 18歳未満: 28.5% - 65歳以上: 16.9% |

## 都市と町
- チャタフーチー市
- クインシー市 - 郡庁所在地
- グリーンズボロ町
- グレトナ市
- ハバナ町
- ミッドウェイ市
- リバージャンクション市

## 政治
ガズデン郡はフロリダ州北部では異常に民主党が強いことで知られている。東のレオン郡とジェファーソン郡、南東のアラチュア郡でもその傾向がある。フロリダ州北部全体では共和党支持の傾向がある中で、この4郡だけが例外である。1988年アメリカ合衆国大統領選挙では、民主党候補マイケル・デュカキスが州内で唯一制したのがガズデン郡だった。
| 年     | 共和党 | 民主党 | その他 |
| ------ | ------ | ------ | ------ |
| 2008年 | 30.3%  | 69.2%  | 0.5%   |
| 2004年 | 29.8%  | 69.7%  | 0.5%   |
| 2000年 | 32.4%  | 66.1%  | 1.5%   |
| 1996年 | 34.2%  | 66.3%  | 6.8%   |
| 1992年 | 27.6%  | 59.0%  | 13.4%  |
| 1988年 | 47.6%  | 50.7%  | 2.3%   |
| 1984年 | 44.0%  | 56.0%  | 0.0%   |
| 1980年 | 30.4%  | 67.3%  | 2.3%   |
| 1976年 | 33.9%  | 65.2%  | 1.0%   |
| 1972年 | 61.0%  | 39.0%  | 0.0%   |

## 教育
郡内には2つの高校がある。クインシー市の西郊外部、グリーンズボロ近くにウェストガズデン高校があり、元のチャタフーチー高校とグリーンズボロ高校が合併したものである。クインシー市の東、州道90号線沿いにイーストガズデン高校があり、元のジェイムズ・A・シャンクス高校とハバナノースサイド高校が合併したものである。

### 政府関連
- Gadsden County Board of County Commissioners
- Gadsden County Supervisor of Elections
- Gadsden County Property Appraiser
- Gadsden County Sheriff's Office
- Gadsden County Tax Collector

### 特殊地区
- Gadsden County Schools
- Northwest Florida Water Management District

### 司法関連
- Gadsden County Clerk of Courts
- Public Defender, 2nd Judicial Circuit of Florida serving  Franklin, Gadsden, Jefferson, Leon, Liberty, and Wakulla counties
- Office of the State Attorney, 2nd Judicial Circuit of Florida
- Circuit and County Court for the 2nd Judicial Circuit of Florida

### 観光
- Apalachicola Bay Chamber of Commerce
- The Original Florida Tourism Task Force
- Official Gadsden County Tourism website

座標: 北緯30度35分 西経84度37分 / 北緯30.58度 西経84.61度